# 毛蕊草属
毛蕊草属（学名：Duthiea）是禾本科下的一个属，为多年生草本植物。该属共有3种，分布于克什米尔、阿富汗和中国。